# روبرتو أيالا
روبيرتو فابيان ايالا (بالإسبانية: Roberto Ayala)، من مواليد 14 ابريل 1973 في بارانا في الأرجنتين، لاعب كرة قدم أرجنتيني.
بدأ مسيرته الكروية مع نادي فيروكاريل أوستي في عام 1991، ولعب معهم حتى عام 1994، وشارك معهم في 72 مباراة وسجل هدف واحد، وفي موسم 1994/1995 انتقل إلى نادي ريفر بليت، ولعب معهم 40 مباراة، وفي عام 1995 انتقل إلى نادي نابولي الإيطالي، ولعب معهم حتى عام 1998، وشارك معهم في 87 مباراة وسجل هدف واحد، وفي عام 1998 انتقل إلى نادي إيه سي ميلان الإيطالي، ولعب معهم حتى عام 2000، وشارك معهم في 24 مباراة، ولعب منذ عام 2000 إلى 2007 في نادي فالنسيا الإسباني، قبل أن ينتقل إلى فريق ريال سرقسطة الأسباني.
و قد بدأ باللعب مع منتخب الأرجنتين لكرة القدم في عام 1994.
بعد نهاية كأس اميركا الجنوبية عام 2007,أعلن ايالا اعتزاله اللعب الدولي.
وفي عام 2010 انتقل إلى نادى راسنغ كلوب الارجنتينى واعتزل اللعب عام 2010 .

## مسيرته الكروية
لعب روبرتو أيالا خلال مسيرته الاحترافية مع 7 أندية في اثنين وعشرين موسمًا وسجل خلالها 14 هدفًا ضمن 502 مباراة. ولم يفز بأي موسم بالكأس وفاز في خمسة مواسم بالدوري.
خاض روبرتو أيالا مسيرته مع نادي فيرو كاريل أويستي في موسم 1991–92 واستمر معه طيلة ثلاثة مواسم، مشاركًا في 73 مباراة سجل خلالها هدفًا واحدًا. ثم انتقل إلى نادي ريفر بليت في موسم 1993–94 ولمدة موسمين، حيث شارك في 41 مباراة ولم يسجل أي هدف. لينتقل بعدها إلى نادي نابولي في موسم 1995–96 واستمر معه طيلة ثلاثة مواسم، مشاركًا في 87 مباراة سجل خلالها هدفًا واحدًا. ثم انتقل إلى نادي إيه سي ميلان في موسم 1998–99 ولمدة موسمين، مشاركًا في 24 مباراة ولم يسجل أي هدف. هذا وانتقل لاحقًا إلى نادي فالنسيا في موسم 2000–01 ليلعب معه سبعة مواسم، مشاركًا في 187 مباراة سجل خلالها 8 أهداف. ثم انتقل بعدها إلى نادي ريال سرقسطة في موسم 2007–08 واستمر معه طيلة ثلاثة مواسم، مشاركًا في 74 مباراة سجل خلالها 4 أهداف. ليعود وينتقل من جديد، لكن هذه المرة إلى نادي راسينغ في موسم 2009–10 ولمدة موسمين، مشاركًا في 16 مباراة ولم يسجل أي هدف.

## روابط خارجية
- روبرتو أيالا على موقع الاتحاد الدولي (مؤرشف)  (الإنجليزية)
- روبرتو أيالا على موقع قاعدة بيانات كرة القدم.إي يو (الإنجليزية)
- روبرتو أيالا على موقع ليكيب (الفرنسية)
- روبرتو أيالا على موقع ناشيونال فوتبول تيمز (الإنجليزية)
- روبرتو أيالا على موقع Soccerbase.com (لاعب) (الإنجليزية)
- روبرتو أيالا على موقع Soccerway.com (الإنجليزية)
- روبرتو أيالا على موقع عالم كرة القدم.نت (الإنجليزية)
- روبرتو أيالا على موقع أوليمبيديا (الإنجليزية)